# Vazio (sentimento)
O vazio como condição humana é um sentimento de tédio generalizado, alienação social e apatia. Sentimentos de vazio geralmente acompanham a distimia, depressão, solidão, anedonia, desilusão ou outros distúrbios mentais/emocionais, incluindo transtorno de personalidade esquizoide, transtorno de stress pós-traumático, transtorno do déficit de atenção e hiperatividade, transtorno de personalidade esquizotípica e transtorno de personalidade limítrofe. Um sentimento de vazio também faz parte de um processo natural de luto, como a morte de um ente querido ou outras mudanças significativas. No entanto, os significados particulares de "vazio" variam de acordo com o contexto específico e a tradição religiosa ou cultural em que é usado.
Enquanto o cristianismo e sociólogos e psicólogos ocidentais veem um estado de vazio como uma condição indesejada e negativa, em algumas filosofias orientais como a filosofia budista e o taoismo, o vazio (Śūnyatā) é representado como uma natureza sem distinções e dualidades, que vê através da ilusão independente da própria natureza. 

## Na cultura ocidental

### Sociologia, filosofia e psicologia
No ocidente, sentir-se "vazio" é frequentemente visto como uma condição negativa. O psicólogo Clive Hazell, por exemplo, atribui o sentimento a contextos familiares problemáticos como relacionamentos e maus-tratos abusivos. Ele afirma que certas pessoas, quando estão enfrentando um sentimento de vazio, tentam resolver seus sentimentos se viciando em drogas ou em atividades obsessivas (seja sexo compulsivo, jogo ou trabalho), praticando "ações frenéticas" ou violência. Na sociologia, um senso de vazio está associado à alienação social do indivíduo. Esse sentimento de alienação pode ser suprimido durante o trabalho, devido à natureza rotineira das tarefas de trabalho, porém durante as horas de lazer ou durante o fim de semana, as pessoas podem sentir uma sensação de "vazio existencial".
O conceito de "vazio" foi importante para "um certo tipo de filosofia existencialista e algumas formas da frase Deus está morto". Existencialismo, o "movimento filosófico que dá voz ao sentimento de alienação e desespero", vem do "reconhecimento do homem de sua solidão fundamental em um universo indiferente". Pessoas cuja resposta ao sentimento de vazio e solidão é dar desculpas, vive de má fé; "as pessoas que enfrentam o vazio e aceitam a responsabilidade visam viver vidas 'autênticas". Os existencialistas argumentam que "o homem vive em alienação de Deus, da natureza, de outros homens e de seu verdadeiro eu". Aglomerados nas cidades, trabalhando em empregos irracionais e entretidos pelos meios de comunicação de massa leves, "vivemos na superfície da vida", de modo que mesmo "pessoas que aparentemente têm 'tudo' se sentem vazias, desconfortáveis e descontentes".
Nas culturas em que a sensação de vazio é vista como uma condição psicológica negativa, é frequentemente associada à depressão. Logo, muitos dos mesmos tratamentos são propostos: psicoterapia, terapia em grupo ou outros tipos de terapias. Além disso, as pessoas que se sentem vazias são aconselhadas a se manter ocupadas e a manter um horário regular de trabalho e atividades sociais. Outras soluções que são propostas para reduzir a sensação de vazio é ter um animal de estimação ou tentar Zooterapia; envolver-se em espiritualidade como meditação ou rituais religiosos; voluntariar-se para preencher o tempo e trazer contato social; fazer interações sociais, como atividades comunitárias, clubes ou passeios; ou encontrar um hobby ou atividade recreativa para recuperar o interesse pela vida.
Na filosofia política, o vazio está associado ao niilismo. O crítico literário Georg Lukács argumentou contra o "vazio espiritual e a inadequação moral do capitalismo" e defendeu o comunismo como um "tipo de civilização inteiramente nova, que prometeu um novo começo e uma oportunidade de levar uma vida significativa e com propósito".

### Cristianismo
No pensamento do filósofo e educador austríaco Rudolf Steiner, o vazio espiritual era um grande problema na classe média europeia. Em suas palestras de 1919, ele argumentou que a cultura europeia se tornou "vazia de espírito" e "ignorante das necessidades e das condições essenciais para a vida do espírito". As pessoas experimentaram um "vazio espiritual" e seus pensamentos ficaram marcados por uma "passividade preguiçosa" devido à "ausência de vontade da vida do pensamento". Na Europa moderna, Steiner afirmou que as pessoas "permitiriam que seus pensamentos se apoderassem deles", e esses pensamentos estavam cada vez mais cheios de abstração e "puro pensamento científico natural". As classes médias educadas começaram a pensar de uma maneira "desprovida de espírito", com suas mentes se tornando "mais sombrias e sombrias" e ficando cada vez mais vazias de espírito.
Louis Dupré, professor de filosofia da Universidade Yale, argumenta que "o vazio espiritual de nosso tempo é um sintoma de sua pobreza religiosa". Ele afirma que "muitas pessoas nunca experimentam nenhum vazio: estão ocupadas demais para sentir ausência de qualquer tipo"; eles só percebem seu vazio espiritual se "experiências pessoais dolorosas — a morte de um ente querido, o colapso de um casamento, a alienação de um filho, o fracasso de um negócio" os chocam a reavaliar seu senso de significado.
O vazio espiritual tem sido associado à violência juvenil. No livro de 1999 de John C. Thomas How Juvenile Violence Begins: Spiritual Emptiness, ele argumenta que os jovens das comunidades indígenas empobrecidas que se sentem vazios podem recorrer ao combate e ao crime agressivo para preencher seu senso de falta de sentido. No livro Lost Boys: Why Our Sons Turn Violent and How We Can Save Them de 1999 de James Garbarino, professor da Universidade de Cornell, ele argumenta que "negligência, vergonha, vazio espiritual, alienação, raiva e acesso a armas são alguns dos elementos comuns aos meninos violentos". Professor de desenvolvimento humano, Garbarino afirma que meninos violentos têm uma "alienação de modelos positivos" e "um vazio espiritual que gera desespero". Esses jovens são seduzidos pela fantasia violenta da cultura de armas dos EUA, que fornece exemplos negativos de homens durões e agressivos que usam o poder para conseguir o que querem. Ele afirma que os meninos podem ser ajudados, dando-lhes "um senso de propósito" e "âncoras espirituais" que podem "ancorar os meninos na empatia e no pensamento moral socialmente envolvido".
O vazio espiritual é frequentemente conectado ao vício, especialmente por organizações e conselheiros influenciados pelo vício. Bill Wilson, fundador dos Alcoólicos Anônimos, argumentou que um dos impactos do alcoolismo estava causando um vazio espiritual em alcoólatras. No livro de Abraham J. Twerski, de 1997, Addictive Thinking: Understanding Self-Deception, ele argumenta que, quando as pessoas se sentem espiritualmente vazias, muitas vezes recorrem a comportamentos viciantes para preencher o vazio interior. Ao contrário de ter o estômago vazio por exemplo, que é um sentimento claro, é difícil identificar o vazio espiritual, por isso enche os humanos de uma "vaga inquietação". Embora as pessoas possam tentar resolver esse vazio fazendo sexo obsessivamente, comendo demais ou usando drogas ou álcool, esses vícios apenas proporcionam satisfação temporária. Quando uma pessoa que enfrenta uma crise por se sentir espiritualmente vazia consegue largar um vício, como o sexo compulsivo, geralmente apenas o troca por outro comportamento viciante, como jogar ou comer demais.

### Ficção, cinema, design e artes visuais
Vários romancistas e cineastas retrataram o vazio. O conceito de "vazio" foi importante para "boa parte da literatura imaginativa ocidental do século XIX ao XX". O romancista Franz Kafka retratou um mundo bizarro sem sentido em O Processo e os autores existencialistas franceses esboçaram um mundo separado de propósito ou razão em La Nausée, de Jean-Paul Sartre, e L'étranger, de Albert Camus. O existencialismo influenciou o poeta do século XX T.S. Eliot, cujo poema "A Canção de amor de J. Alfred Prufrock" descreve um "anti-herói ou alma alienada, fugindo ou confrontando o vazio de sua existência". O professor Gordon Bigelow argumenta que o tema existencialista da "esterilidade espiritual é comum na literatura do século XX", que além de Eliot inclui Ernest Hemingway, Faulkner, Steinbeck e Anderson.
As adaptações cinematográficas de uma série de romances existencialistas capturam a triste sensação de vazio defendida por Sartre e Camus. O tema "vazio" também foi usado em roteiros modernos. O filme Static, de Mark Romanek, de 1986, conta a história surreal de um inventor e operário de fábrica de crucifixos, chamado Ernie, que se sente espiritualmente vazio por estar triste com a morte de seus pais em um acidente. O filme de 1994 do roteirista Michael Tolkin, The New Age, examina a "modernidade cultural e o vazio espiritual", criando um filme "sombrio, ambicioso e perturbador" que retrata um elegante casal de Los Angeles que "é infeliz no meio de sua abundância estéril" e cujas almas são atrofiadas por suas vidas de sexo vazio, consumo e distrações. O filme de 1999, Beleza Americana, examina o vazio espiritual da vida nos subúrbios dos EUA. No filme de Wes Anderson, The Darjeeling Limited, em 2007, três irmãos "...sofrem de vazio espiritual" e depois "se automedicam através do sexo, retraimento social e drogas". O filme de 2008 The Informers é um filme de drama de Hollywood escrito por Bret Easton Ellis e Nicholas Jarecki e dirigido por Gregor Jordan. O filme é baseado na coleção de contos homônima de Ellis de 1994. O filme, que se passa em meio à decadência do início dos anos 80, retrata uma variedade de personagens socialmente alienados e principalmente ricos que entorpecem seu senso de vazio com sexo casual, álcool e drogas.
O crítico de arquitetura contemporânea Herbert Muschamp argumenta que "Horror Vacui" (que em latim significa "medo do vazio") é um princípio-chave do design. Ele afirma que se tornou uma qualidade obsessiva que é a "força motriz do gosto americano contemporâneo". Muschamp afirma que "juntamente com os interesses comerciais que exploram esse interesse, é o principal fator que molda as atitudes em relação a espaços públicos, espaços urbanos e até a expansão suburbana".
Filmes que retratam o nada, as sombras e a imprecisão, seja no sentido visual ou moral, são apreciados em gêneros como o filme noir. Além disso, viajantes e artistas são frequentemente intrigados e atraídos por vastos espaços vazios, como desertos abertos, terrenos baldios áridos, salinas e mar aberto.
Nas artes visuais, o vazio e a ausência são reconhecidos como fenômenos que caracterizam não apenas obras de arte particulares (Yves Klein, por exemplo), mas também como uma tendência mais geral na história da arte moderna e da estética. Seguindo o argumento de Davor Džalto sobre o conceito moderno de arte, a eliminação gradual de elementos particulares que tradicionalmente caracterizavam as artes visuais, o que resulta em vazio, é o fenômeno mais importante na história e na teoria da arte nos últimos duzentos anos.

## Nas culturas orientais

### Budismo
O termo budista vazio (Śūnyatā) refere-se especificamente à ideia de que tudo é originado de maneira dependente, incluindo as próprias causas e condições, e até o próprio princípio da causalidade. Não é niilismo, nem meditação no nada.   Em vez disso, refere-se à ausência (vazio) da existência inerente. Buddhapālita diz: 

Qual é a realidade das coisas exatamente como é? É a ausência de essência. Pessoas não qualificadas, cujo olho da inteligência é obscurecido pela escuridão da ilusão, concebem uma essência das coisas e depois geram apego e hostilidade em relação a elas.— Buddhapālita-mula-madhyamaka-vrtti P5242,73.5.6-74.1.2
Em uma entrevista, o Dalai Lama afirmou que a meditação tântrica pode ser usada para "aumentar sua própria realização do vazio ou a mente da iluminação". Na filosofia budista, atingir a realização do vazio da existência inerente é essencial para a cessação permanente do sofrimento, isto é, a libertação. 
Mesmo quando um ser comum, se ao ouvir o vazio, uma grande alegria surgir dentro de si uma e outra vez, se os olhos umedecerem com lágrimas de alegria e os cabelos do corpo se arrepiarem, essa pessoa tem a semente da mente de um completo Buda; Ela é um recipiente para os ensinamentos sobre tattva, e a última verdade deve ser ensinada a ela. Depois disso, boas qualidades crescerão nesta pessoa.— Chandrakirti, Guide to the Middle Way, vv. 6:4-5
O Dalai Lama argumenta que os estagiários de ioga tântrico precisam perceber o vazio da existência inerente antes de prosseguir para a "mais alta iniciação do ioga tântrico"; perceber o vazio da existência inerente da mente é a "mente inata fundamental da luz clara, que é o nível mais sutil da mente", onde todos os "processos energéticos e mentais são retirados ou dissolvidos", de modo que tudo o que aparece à mente é "puro vazio". Da mesma forma, o vazio está "ligado ao vazio criativo, o que significa que é um estado de completa receptividade e iluminação perfeita", a fusão do "ego com sua própria essência", que os budistas chamam de "luz clara".
Na entrevista de Thubten Chodron em 2005 com Lama Zopa Rinpoche, o Lama observou que "...seres comuns que não perceberam o vazio não veem as coisas como semelhantes às ilusões" e não "percebemos que as coisas são meramente rotuladas pela mente e existem por mero nome". Ele argumenta que "quando meditamos no vazio, lançamos uma bomba atômica sobre esse [senso de] eu verdadeiramente existente" e percebemos que "o que parece verdadeiro... não é verdadeiro". Com isso, o lama está reivindicando que o que pensamos ser real - nossos pensamentos e sentimentos sobre pessoas e coisas - "existe sendo meramente rotulado". Ele argumenta que os meditadores que atingem o conhecimento de um estado de vazio são capazes de perceber que seus pensamentos são meramente ilusões a serem rotuladas pela mente.

### Taoismo
No taoismo, atingir um estado de vazio é visto como um estado de quietude e placidez, que é o "espelho do universo" e da "mente pura". O Tao Te Ching afirma que o vazio está relacionado ao "Tao, o Grande Princípio, o Criador e Sustentador de tudo no universo". Argumenta-se que é o "estado de espírito do discípulo taoísta que segue o Tao", que esvaziou com sucesso a mente "de todos os desejos e ideias não condizentes com o movimento Tao". Para uma pessoa que atinge um estado de vazio, a "mente imóvel do sábio é o espelho do céu e da terra, o vidro de todas as coisas", um estado de "vaga, quietude, placidez, falta de gosto, quietude, silêncio e não-ação", que é a" perfeição do Tao e suas características, o "espelho do universo" e a "mente pura".